# Pierre-Louis Lions
Pierre-Louis Lions (11 de agosto de 1956) es un matemático francés. Es hijo de Jacques-Louis Lions, también matemático y profesor de la Universidad de Nancy y de Andrée Olivier. Se doctoró en la Universidad Pierre y Marie Curie de París, en 1979.
Estudia la teoría de las ecuaciones en derivadas parciales no lineales y en 1994 recibió la Medalla Fields por su trabajo durante su estancia en la Universidad Paris-Dauphine. Lions fue el primero en encontrar una solución completa a la ecuación de Boltzmann con una prueba. Ha recibido el premio IBM (1987) y el premio Philip Morris (1991). Recibió el doctorado honoris causa de la universidad Universidad Heriot-Watt de Edimburgo 
(Escocia) y de la City University of Hong-Kong.
Actualmente es profesor de ecuaciones en derivadas parciales en el colegio de Francia y de la École polytechnique.